# Dell Rapids
Dell Rapids es una ciudad ubicada en el condado de Minnehaha en el estado estadounidense de Dakota del Sur. En el Censo de 2010 tenía una población de 3633 habitantes y una densidad poblacional de 672,44 personas por km².

## Geografía
Dell Rapids se encuentra ubicada en las coordenadas 43°49′29″N 96°42′53″O / 43.82472, -96.71472. Según la Oficina del Censo de los Estados Unidos, Dell Rapids tiene una superficie total de 5.4 km², de la cual 5,25 km² corresponden a tierra firme y (2,78 %) 0,15 km² es agua.

## Demografía
Según el censo de 2010, había 3633 personas residiendo en Dell Rapids. La densidad de población era de 672,44 hab./km². De los 3633 habitantes, Dell Rapids estaba compuesto por el 97,96 % blancos, el 0,11 % eran afroamericanos, el 0,58 % eran amerindios, el 0,19 % eran asiáticos, el 0,22 % eran de otras razas y el 0,94 % eran de una mezcla de razas. Del total de la población el 1,4 % eran hispanos o latinos de cualquier raza.